# Andora na Letnich Igrzyskach Olimpijskich 2020
Andora na Letnich Igrzyskach Olimpijskich 2020 – występ kadry sportowców reprezentujących Andorę na igrzyskach olimpijskich, które odbyły się w Tokio w Japonii, w dniach 23 lipca – 8 sierpnia 2021 roku.
Reprezentacja Andory liczyła dwóch zawodników – mężczyznę i kobietę, którzy wystąpili w 2 dyscyplinach.
Był to dwunasty start tego kraju na letnich igrzyskach olimpijskich.

## Reprezentanci

### Kajakarstwo górskie
| Zawodnik                | Konkurencja       | Eliminacje | Eliminacje | Eliminacje | Eliminacje | Eliminacje | Eliminacje | Półfinał | Półfinał | Finał | Finał   | Pozycja |
| Zawodnik                | Konkurencja       | P 1        | M.         | P 2        | M.         | Suma       | M.         | Czas     | Miejsce  | Czas  | Miejsce | Pozycja |
| ----------------------- | ----------------- | ---------- | ---------- | ---------- | ---------- | ---------- | ---------- | -------- | -------- | ----- | ------- | ------- |
| Mònica Dòria Vilarrubla | Slalom K-1 kobiet | 110,57     | 11.        | 110,54     | 13.        | 110,54     | 14. Q      | 118,15   | 16.      | NQ    | NQ      | 16.     |
| Mònica Dòria Vilarrubla | Slalom C-1 kobiet | 113,78     | 6.         | 119,69     | 14.        | 113,78     | 9. Q       | 128,32   | 11.      | NQ    | NQ      | 11.     |

### Lekkoatletyka
| Zawodnik | Konkurencja            | Eliminacje | Eliminacje | Półfinał | Półfinał | Finał | Finał   | Pozycja |
| Zawodnik | Konkurencja            | Czas       | Miejsce    | Czas     | Miejsce  | Czas  | Miejsce | Pozycja |
| -------- | ---------------------- | ---------- | ---------- | -------- | -------- | ----- | ------- | ------- |
| Pol Moya | Bieg na 800 m mężczyzn | 1:47,44    | 37.        | NQ       | NQ       | NQ    | NQ      | 37.     |